# Gerhard Jungfer
Gerhard Jungfer (* 23. Juni 1940 in Berlin; † 3. Juli 2017 ebenda.) war ein deutscher Rechtsanwalt und Strafverteidiger
Er trat in verschiedenen großen deutschen Strafprozessen auf, unter anderem als Verteidiger von Erich Mielke. Jungfer bemühte sich ab 1988 mit Heinrich Hannover, Ingo Müller und Eckart Rottka um ein Wiederaufnahmeverfahren zu dem Urteil des 4. Strafsenats des Reichsgerichts Berlin vom 23. November 1931 gegen Carl von Ossietzky im Weltbühne-Prozess. Das scheiterte am Beschluss des Bundesgerichtshofs vom 3. Dezember 1992. Er beschäftigte sich zudem mit berufs- und rechtspolitischen Fragen der Anwaltschaft, insbesondere der Strafverteidigung in Geschichte und Gegenwart. Jungfer war Gründungsmitglied der Arbeitsgemeinschaft Strafrecht des Deutschen Anwaltvereins. Er unterhielt seine Kanzlei in Berlin.

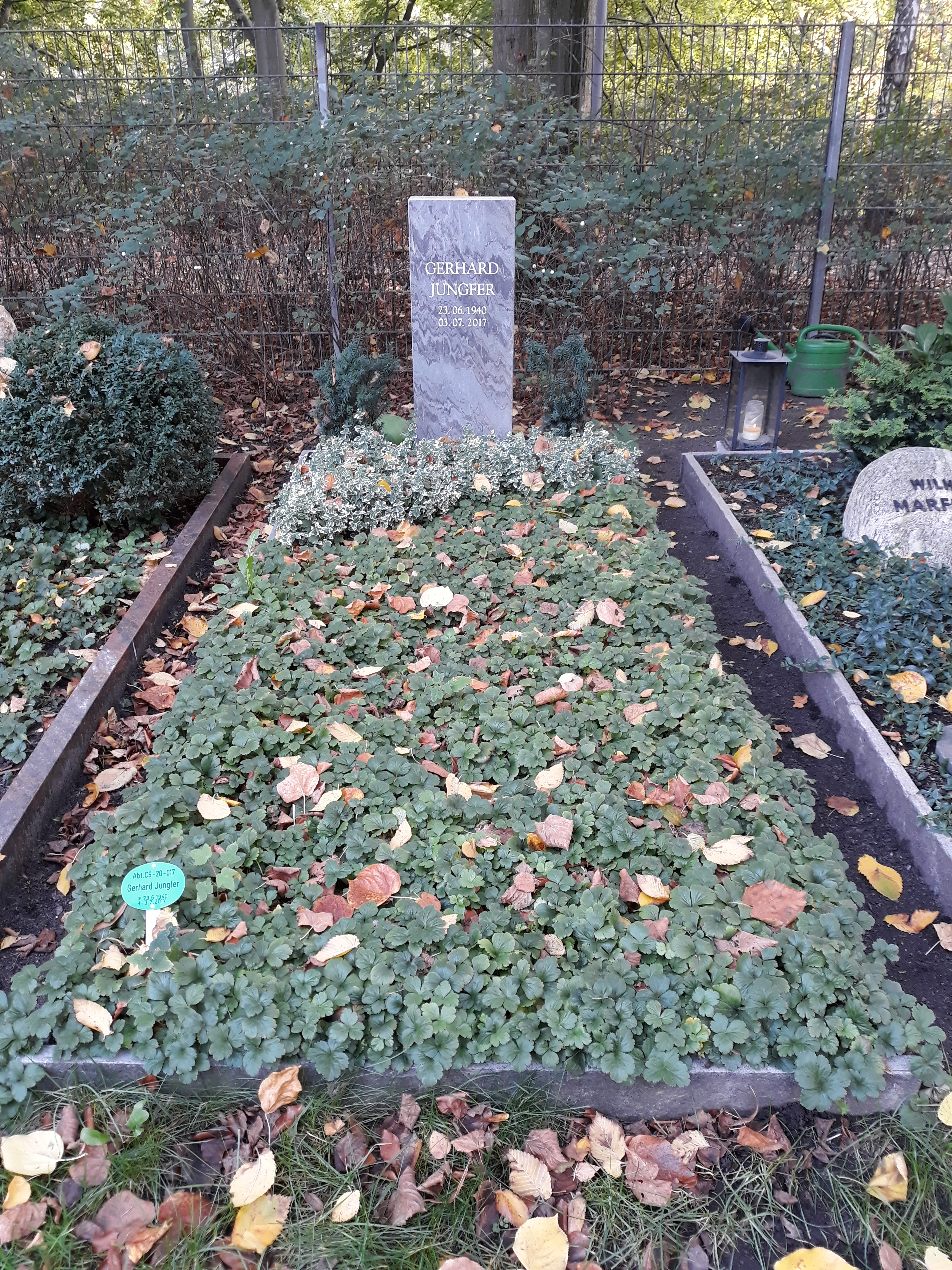
Das Grab von Gerhard Jungfer auf dem Friedhof Wilmersdorf in Berlin.

## Ehrungen
- 2002: Bundesverdienstkreuz 1. Klasse der Bundesrepublik Deutschland[10]

## Veröffentlichungen (Auswahl)
- Die eigene Ermittlungstätigkeit des Strafverteidigers – strafprozessuale und standesrechtliche Möglichkeiten und Grenzen, 1981 (außerdem veröffentlicht in: Strafverteidiger 1981, S. 100).
- Die Rechtsprechung zum Strafverfahrensrecht. Metzner, Frankfurt a. M. 1984, ISBN 3-7875-1070-2.
- Den hochgemuten, voreiligen Griff nach der Wahrheit hemmen – Strafverteidigung, in: Juristische Arbeitsblätter 1986, S. 20.
- Die Vertreibung der jüdischen Juristen, in: Anwaltsblatt 1989, S. 10.
- Rechtsanwalt Dr. Julius Magnus zum Gedenken, in: Neue Juristische Wochenschrift 1991, S. 2748.
- 70 Jahre Weltbühnen-Urteil, in: Neue Juristische Wochenschrift 2001, S. 3461 (zusammen mit Ingo Müller).
- Zur Psychologie des Vergleichs im Strafverfahren, in: Strafverteidiger 2007, S. 380.